# 鍋島直愈
鍋島 直愈（なべしま なおます）は、肥前小城藩の第7代藩主。加賀守、大名当主名「鍋島加賀守直愈」。

## 生涯
宝暦6年（1756年）3月15日、第6代藩主・鍋島直員の次男として小城で生まれる。宝暦14年（1764年）5月に父が隠居したため、家督を継いだ。明和7年12月（1772年）、従五位下・加賀守に叙位・任官する。
この頃になると小城藩では財政悪化が問題化していたが、それを示す逸話がある。安永3年（1774年）2月、幕府は有栖川宮織仁親王の江戸下向に対して、直愈を御馳走役（現代でいう接待役）に任じた。親王を迎えるとなると経費は莫大になるが、直愈はその必要経費である9500両のうち2000両ほどしか調達できなかった。このため、幕府に対して7000両の拝借金を嘆願したが、幕府はこれに激怒し、接待が終わった後に「不届き」であるとして直愈、そして本家の佐賀藩主・鍋島治茂を2か月間の差控（登城停止）にした。
寛政元年（1789年）10月、後の藩校・興譲館の前身である文武稽古館を創設する。寛政6年（1794年）4月、家督を長男の直知に譲って隠居する。
享和元年（1801年）7月2日に小城で死去した。享年46。

## 系譜
父母
- 鍋島直員（父）
- 松子、静明院 ー 鍋島宗教の養女、五条為範の娘（母）

正室
- 数子 ー 鍋島重茂の娘

側室
- タミ、本性院 ー 秀島記稔の娘
- 三笠、良峰院 ー 松崎利如の娘

子女
- 鍋島直知（長男）生母は本性院（側室）
- 鍋島直堯（次男）生母は良峰院（側室）
- 篤子 ー 鍋島直彜正室